# Timothy Carey
Timothy Carey (Nueva York, 11 de marzo de 1929 - Los Ángeles, 11 de mayo de 1994) fue un actor estadounidense. 

## Biografía
Timothy Agoglia Carey nació en el distrito de Borough, en Brooklyn, Nueva York. Participó en medio centenar de películas, entre 1951 y 1990. Apareció por primera vez en la pantalla en Across the Wide Missouri, de William A. Wellman —en un pequeño papel, como ocasionalmente a partir de entonces— y su última película fue un cortometraje dirigido por su hijo, Romeo Carey (1966). Películas notables fueron The Killing, de Stanley Kubrick (1956); Gunslinger's Gold, de William A. Graham (1967) y Murder, de John Cassavetes (1976).
Además de actor fue productor, director y guionista de una película The World's Greatest Sinner (1962).
En televisión, Timothy Carey apareció en treinta y cinco series, desde 1952 a 1986, con éxitos como Gunsmoke (dos episodios, entre 1958 y 1966), Columbo (tres episodios, entre 1971 y 1976) y Baretta (cuatro episodios, desde 1975 a 1978). También filmó dos telefilmes, emitidos en 1973 y 1980, respectivamente.

## Filmografía
- 1951 : Across the Wide Missouri, de William A. Wellman
- 1952 : Hellgate de Charles Marquis Warren
- 1952 : Bloodhounds of Broadway, de Harmon Jones
- 1953 : White Witch Doctor, de Henry Hathaway
- 1953 : The Wild One, de László Benedek
- 1954 : Crime Wave, de André de Toth
- 1954 : Alaska Seas, de Jerry Hopper
- 1955 : East of Eden, de Elia Kazan
- 1955 : Finger Man, de Harold D. Schuster
- 1955 : I'll cry Tomorrow, de Daniel Mann
- 1956 : The Killing, de Stanley Kubrick
- 1956 : Flight to Hong Kong de Joseph M. Newman
- 1956 : The Last Wagon, de Delmer Daves
- 1957 : Paths of Glory, de Stanley Kubrick
- 1957 : House of Numbers, de Russell Rouse
- 1958 : La révolte est pour minuit, de R. G. Springsteen
- 1959 : The Gunfight at Dodge City, de Joseph M. Newman
- 1960 : The Boy and the Pirates, de Bert I. Gordon
- 1961 : The Second Time Around, de Vincent Sherman
- 1961 : One-Eyed Jacks, de Marlon Brando
- 1962 : The World's Greatest Sinner, de Timothy Carey
- 1962 : Convicts 4, de Millard Kaufman
- 1964 : Rio Conchos, de Gordon Douglas
- 1964 : Shock Treatment, de Denis Sanders
- 1965 : Beach Blanket Bingo, de William Asher
- 1967 : La Poursuite des tuniques bleues, de Phil Karlson
- 1967 : Waterhole No. 3, de William A. Graham
- 1968 : Head, de Bob Rafelson
- 1969 : Change of Habit, de William A. Graham
- 1971 : Minnie and Moskowitz, de John Cassavetes
- 1971 : What's the Matter with Helen?, de Curtis Harrington
- 1972 : Get to Know Your Rabbit, de Brian De Palma
- 1973 : The Outfit, de John Flynn
- 1975 : Peeper, de Peter Hyams
- 1976 : The Killing of a Chinese Bookie, de John Cassavetes
- 1977 : Speedtrap, de Earl Bellamy
- 1982 : Fast-Walking, de James B. Harris
- 1983 : D.C. Cab, de Joel Schumacher
- 1986 : Echo Park, de Robert Dornhelm
- 1990 : The Devil's Gas, de Romeo Carey (cortometraje)